# Országúti diszkó (film, 1989)
Az Országúti diszkó (eredeti cím: Road House) 1989-ben bemutatott amerikai akciófilm, melyet Rowdy Herrington rendezett. A főbb szerepekben Patrick Swayze, Sam Elliott, Kelly Lynch és Ben Gazzara látható, illetve mellékszereplőként feltűnik Jeff Healey zenész is. 
Egy szórakozóhely kidobója egy Missouri-állambeli kisvárosba érkezik, hogy segítsen rendet tenni a helyi bárban, de nemsokára összetűzésbe kerül a várost uraló kiskirállyal.
Az 1989. május 19-én a Metro-Goldwyn-Mayer és a United Artists forgalmazásában bemutatott film jegyeladások terén közepesen teljesített. A videokölcsönzések, valamint a kábeltévés bemutatók során azonban a későbbiek során nagyobb sikert aratott. A kritikusok negatívan fogadták a filmet, mely a 10. Arany Málna-gálán öt kategóriában kapott Arany Málna-jelölést. 
A negatív kritikák ellenére a bemutató óta az Országúti diszkó kultuszfilmmé vált. 2003-ban musical készült belőle, 2006-ban megjelent egy DVD-filmes folytatása Országúti diszkó 2. címmel. 2015-ben Ronda Rousey főszereplésével bejelentették a film remake-jét, de a projekt egy évvel később meghiúsult. 2023-ban mégis felmerült egy feldolgozás elkészítése, Doug Liman rendezésében. A remake 2024-ben jelent meg, azonos címmel, Jake Gyllenhaal főszereplésével.

## Cselekmény
Dalton rejtélyes múlttal rendelkező profi „békéltető” kidobó New Yorkban, szakmájának legjobbja, akinek fő feladata a szórakozóhelyi konfliktusok minél kevesebb erőszakkal történő elrendezése. Frank Tilghman megbízza őt a Missouri-beli Jasperben található, „Double Deuce” elnevezésű bárjának biztonsági felügyeletével. Jasperbe érkezve Dalton szállást talál egy Emmett nevű farmernél, majd meglátogatja a rossz hírű bárt, ahol mindennaposak a verekedések. Nemsokára találkozik szomszédjával, Brad Wesleyvel, aki üzletemberként a markában tartja a várost. Dalton első intézkedéseként kirúgja a bár több erőszakos és korrupt alkalmazottját, magára haragítva Wesleyt, mert sokan közülük az ő emberei. Egyik este Dalton verekedésbe keveredik Wesley csatlósaival, késszúrást kap és a helyi kórházban összeismerkedik Dr. Elizabeth Clay doktornővel, akivel romantikus viszonyt kezdeményez. Ezzel még jobban feldühíti Wesleyt, mert korábban ő is megpróbálta elcsábítani a nőt, sikertelenül.
Wesley egy látszólagos békekötés indokával az otthonába hívja Daltont és munkát ajánl neki, de hozzáteszi, tud a férfi sötét múltjáról: Dalton pár éve Memphisben megölt egy embert, a bíróságon azt állítva, önvédelemből tette ezt. Dalton nemleges válaszát követően Wesley támadást indít annak barátai és munkahelye ellen is, többek között szabotálva a bár italszállítmányait. Dalton mentora, az idősödő Wade Garrett egy telefonbeszélgetés után a városba érkezik és segít Daltonnak legyőznie támadóit. Az este folyamán Red Webster helyi üzlettulajdonos boltjában (aki nem engedett Wesley zsarolásának) tűz üt ki. Wesley egyik embere, a harcművész tudással rendelkező, börtönviselt Jimmy provokálni kezdi a bár kidobóit és Daltonnal is verekedésbe keveredik, de Wesley véget vet az incidensnek.
Másnap Pete Stroudenmire autókereskedő boltját éri támadás Wesley emberei részéről. Elizabeth megpróbálja távozásra bírni Daltont. Beszélgetésüket félbeszakítja egy robbanás, mely Emmett házában történt. Dalton kimenti a férfit a lángoló épületből és megállítja a helyszínről menekülő Jimmyt. Egy ádáz verekedés végén Jimmy fegyvert ragad Daltonra, aki lefegyverzi őt, ezután kitépi ellenfele torkát. A következő reggelen Dalton rejtélyes telefonhívást kap Wesleytől: az üzletember azt állítja, egy érme feldobásával dönti majd el, Wade vagy Elizabeth maradjon-e életben. A súlyosan sérült Wade betántorog a bárba, Dalton a kórházba siet, Elizabeth életét féltve. A nő épségben van, ám nem hajlandó Daltonnal együtt elhagyni a várost, mert Jimmy brutális megölésének szemtanújaként sokkolta a férfi agresszivitása. A bárba visszatérve Dalton rátalál Wade holttestére, egy mellkasába szúrt tőrrel.
Dalton autója nagy sebességgel Wesley birtoka felé hajt, az üzletember csatlósai tüzet nyitnak rá, de miután a jármű felborul, azt üresen találják. A figyelemelterelést kihasználva Dalton bejut az épületbe, ártalmatlanná teszi Wesley őreit és végül szemtől szemben találja magát Wesleyvel is. Dalton pusztakezes harcban megveri ellenfelét, de megkíméli annak életét. Wesley váratlanul a fegyvere után nyúl, azonban a helyszínre érkező, bosszúszomjas Webster, Emmett, Stroudenmire és Tilghman agyonlövi őt. A kiérkező rendőrök tanácstalanul állnak az eset előtt, mert a szemtanúk közül „senki nem látott semmit” a történésekből.
A film záró jelenetében Dalton és Elizabeth boldogan úszkál egy tóban, utalva arra, hogy kapcsolatuk tovább folytatódott és Dalton is a városban maradt.

## Szereplők

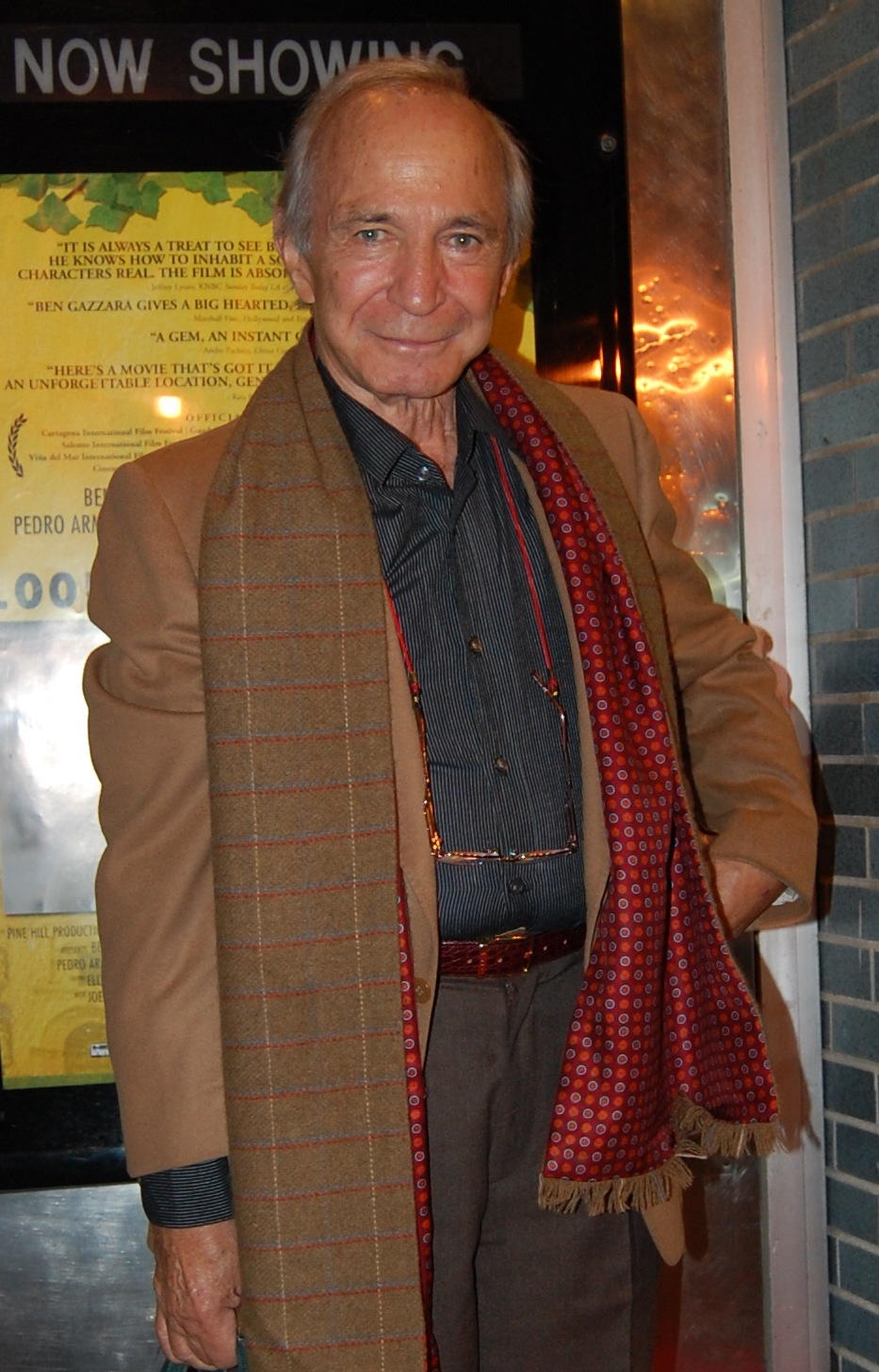
Ben Gazzara, a film negatív főszereplője

| Színész           | Szerep                   | Magyar hang                   | Magyar hang                        | Magyar hang                   |
| Színész           | Szerep                   | - 1. magyar változat - (1989) | - 2. magyar változat - (2002-2003) | - 3. magyar változat - (2004) |
| ----------------- | ------------------------ | ----------------------------- | ---------------------------------- | ----------------------------- |
| Patrick Swayze    | Dalton                   | Gáspár Sándor                 | Selmeczi Roland                    | Haás Vander Péter             |
| Kelly Lynch       | Dr. Elizabeth "Doc" Clay | Pápai Erika                   | Tóth Auguszta                      | Kiss Erika                    |
| Sam Elliott       | Wade Garrett             | Gruber Hugó                   | Trokán Péter                       | Rosta Sándor                  |
| Ben Gazzara       | Brad Wesley              | Makay Sándor                  | Végvári Tamás                      | Barbinek Péter                |
| Kevin Tighe       | Frank Tilghman           | Láng József                   | Láng József                        | Szersén Gyula                 |
| Red West          | Red Webster              | Dobránszky Zoltán             | Szersén Gyula                      | Cs. Németh Lajos              |
| Jeff Healey       | Cody                     | Kautzky Armand                | Schmied Zoltán                     | Pálfai Péter                  |
| Sunshine Parker   | Emmett                   |                               | Gruber Hugó                        |                               |
| Marshall Teague   | Jimmy                    | Dörner György                 | Juhász György                      |                               |
| John Doe          | Pat McGurn               | Kovács István                 | Rosta Sándor                       |                               |
| Kathleen Wilhoite | Carrie Ann               | Balogh Erika                  | Báthory Orsolya                    | Németh Kriszta                |
| Terry Funk        | Morgan                   | Csikos Gábor                  | Wohlmuth István                    | Kapácsy Miklós                |
| Julie Michaels    | Denise                   | Hegyi Barbara                 | Orosz Anna                         |                               |
| Anthony De Longis | Gary Ketchum             |                               | Dolmány Attila                     |                               |
| Travis McKenna    | Jack                     | Kerekes József                | Szokol Péter                       |                               |
| Keith David       | Ernie Bass, pultos       |                               | Kapácsy Miklós                     |                               |

## Fogadtatás

### Bevételi adatok
A film második helyen nyitott az észak-amerikai bemutató hétvégéjén (a Vaklárma után), 1927 moziban 5 957 656 dollárt termelve, majd összesen 30 050 028 dolláros bevételt szerezve.
A későbbiekben az Országúti diszkó videófilmes kölcsönzések terén kimagaslóan teljesített és a kábeltévés bemutatói is magas nézettséget értek el.

### Díjak és jelölések
Az Országúti diszkó az 1990-ben megrendezett 10. Arany Málna-gálán öt kategóriában szerzett Arany Málna-jelölést, de végül egyiket sem kapta meg. 
A film a díj megalapítójának, John J. B. Wilsonnak a The Official Razzie Movie Guide címmel megjelent könyvébe is bekerült, amelyben a szerző feltüntette azt a „minden idők 100 legélvezhetőbb rossz filmje” listáján.
| Év   | Díj             | Kategória                        | Jelölt                                                  | Eredmény |
| ---- | --------------- | -------------------------------- | ------------------------------------------------------- | -------- |
| 1990 | Arany Málna díj | Legrosszabb film                 | Joel Silver (producer)                                  | Jelölve  |
| 1990 | Arany Málna díj | Legrosszabb férfi főszereplő     | - Patrick Swayze - (A vér szava című filmjével közösen) | Jelölve  |
| 1990 | Arany Málna díj | Legrosszabb férfi mellékszereplő | Ben Gazzara                                             | Jelölve  |
| 1990 | Arany Málna díj | Legrosszabb rendező              | Rowdy Herrington                                        | Jelölve  |
| 1990 | Arany Málna díj | Legrosszabb forgatókönyv         | R. Lance Hill és Hilary Henkin                          | Jelölve  |

## Érdekességek
- Kezdetben nem úgy tűnt, hogy Swayze és a Jimmyt alakító Marshall Teague képes lesz együtt dolgozni, ám a két férfi, mikor megtapasztalta milyen sok közös érdeklődési körük van, lassan összebarátkozott egymással. Ennek megfelelően igyekeztek tehát minél többet és minél jobbat kihozni a közös jeleneteikből, ezért igazi ütéseket és rúgásokat is adtak egymásnak, amit barátokként könnyebben elviseltek. Némely jeleneteket gyakran improvizáltak.[10]
- Teague akadémiát végzett, katonaviselt férfi volt, harcművészeti tudását a hadseregben szerezte. Swayze-t Benny Urquidez kick-box bajnok készítette fel, aki annyira elégedett volt a színész teljesítményével, hogy javasolta is neki a képességének kamatoztatását hivatalos mérkőzéseken.[10]
- Teague a vízparti küzdelem során is improvizált és faléccel (amiről azt hitte papírmaséból készült kellék) annyira megütötte Swayze-t, hogy akaratlanul ugyan, de eltörte a színész bordáját, akinek ráadásul a térde is kifordult. Emiatt a sérülése miatt Swayze nem kerülhetett be a Ragadozó 2. főszereplői közé.[10]

## Fordítás
- Ez a szócikk részben vagy egészben  a   Road House (1989 film) című angol Wikipédia-szócikk fordításán alapul.  Az eredeti cikk szerkesztőit annak laptörténete sorolja fel. Ez a jelzés csupán a megfogalmazás eredetét és a szerzői jogokat jelzi, nem szolgál a cikkben szereplő információk forrásmegjelöléseként.